# Efraín Nieves
Efraín J. Nieves (Nacido en Bayamón, Puerto Rico, el 15 de noviembre de 1989) es un lanzador de la Liga Venezolana de Béisbol Profesional (LVBP), para los Leones del Caracas.

## Carrera como beisbolista
Nieves asistió a la Academia de Béisbol de Puerto Rico. Los Cerveceros de Milwaukee reclutaron a Nieves en la séptima ronda del draft de la Liga Mayor de Béisbol de 2007. Más tarde jugó en el béisbol de la Liga menor para los Tigres de Detroit y los Azulejos de Toronto .
Nieves jugó para el equipo nacional de béisbol puertorriqueño en el Clásico Mundial de Béisbol 2013.
El 21 de noviembre de 2014, Los Rangers de Texas firmaron a Efraín Nieves para un contrato de ligas menores.
El 2 de diciembre de 2014, Efraín Nieves es asignado a Round Rock Express de la Pacific Coast League de la clase Triple A.
El 9 de abril de 2016, Nieves firmó con los Somerset Patriots de la Atlantic League of Professional Baseball.
El 27 de octubre de 2016, Efraín Nieves es asignado a Tiburones de Aguadilla.
El 1 de enero de 2017, Nieves asignado a los Indios de Mayagüez de la Liga de Béisbol Profesional Roberto Clemente.
El 31 de octubre de 2017, Efraín Nieves es asignado a Los Leones del Caracas de la Liga Venezolana de Béisbol Profesional.
Hace su debut enfrentando a los Caribes de Anzoátegui, lanzando con una efectividad de 16.20 durante el partido en 1 1/2 inning, permitiendo 5 Hit, 3 Carreras y ponchó a 2 jugadores.